# كاثلين مونرو
كاثلين مونرو هي ممثلة كندية، ولدت في 9 أبريل 1982 بهاميلتون في كندا.

## وصلات خارجية
- كاثلين مونرو على موقع IMDb (الإنجليزية)
- كاثلين مونرو على موقع ميتاكريتيك (الإنجليزية)
- كاثلين مونرو على موقع روتن توميتوز (الإنجليزية)
- كاثلين مونرو على موقع قاعدة بيانات الأفلام العربية
- كاثلين مونرو على موقع ألو سيني (الفرنسية)
- كاثلين مونرو على موقع أول موفي (الإنجليزية)
- كاثلين مونرو على موقع قاعدة بيانات الفيلم (الإنجليزية)
- كاثلين مونرو على موقع ليتربوكسد (الإنجليزية)
- كاثلين مونرو على موقع كينوبويسك (الروسية)